# Lee Boltin
Lee Boltin (19. listopadu 1917 – 29. října 1991) byl americký fotograf.

## Životopis
Boltin se narodil v New Yorku. Studoval v Americkém přírodovědném muzeu, které opustil v roce 1954. Zemřel na leukémii ve věku 73 let 29. října 1991. Během svého života vytvořil fotografie pro knihy Tutankhamen: The Tomb and Its Treasures v roce 1977 a Masterpieces of Primitive Art v roce 1978.